# Dwayne Cameron

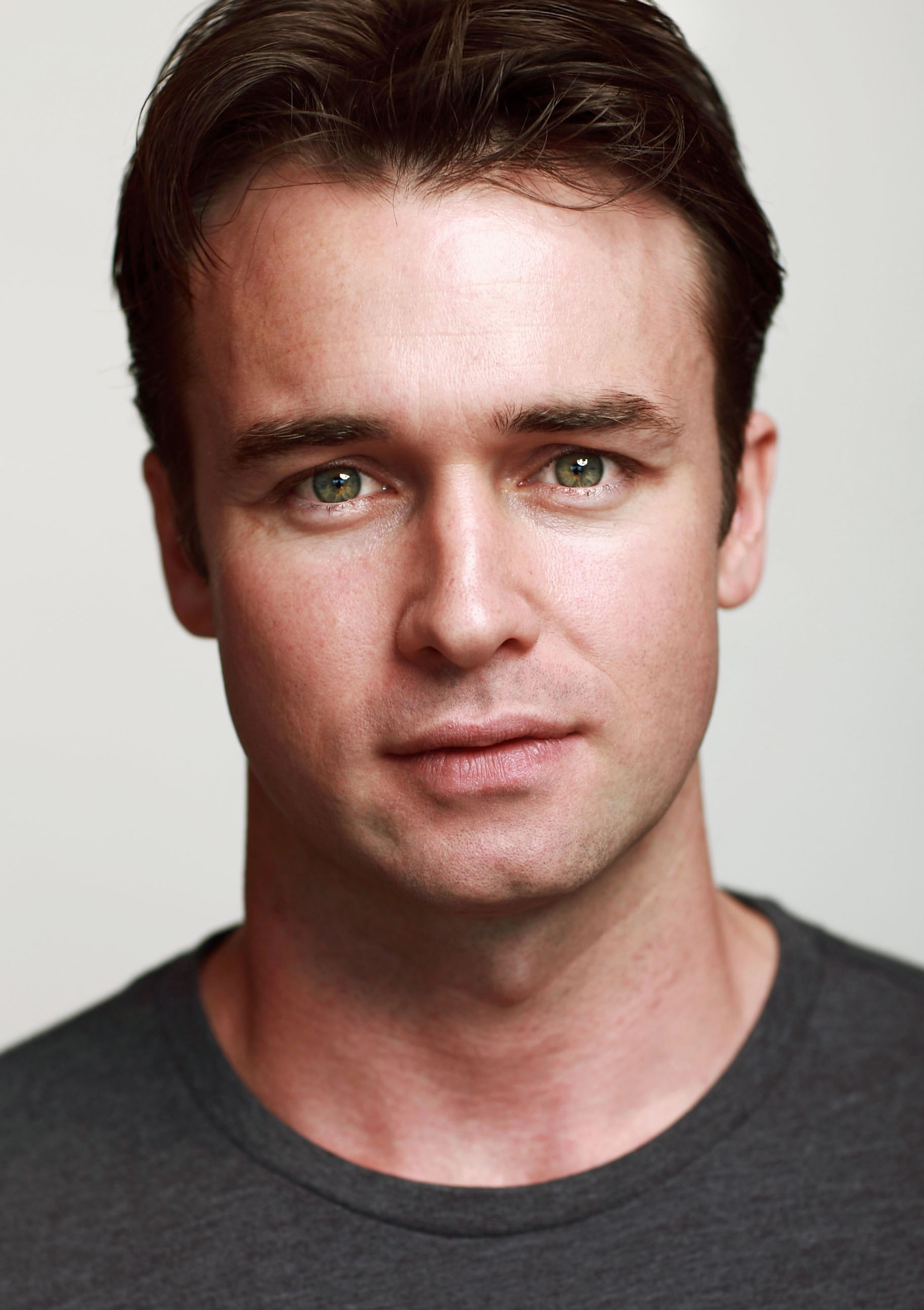
Dwayne Cameron (2011)

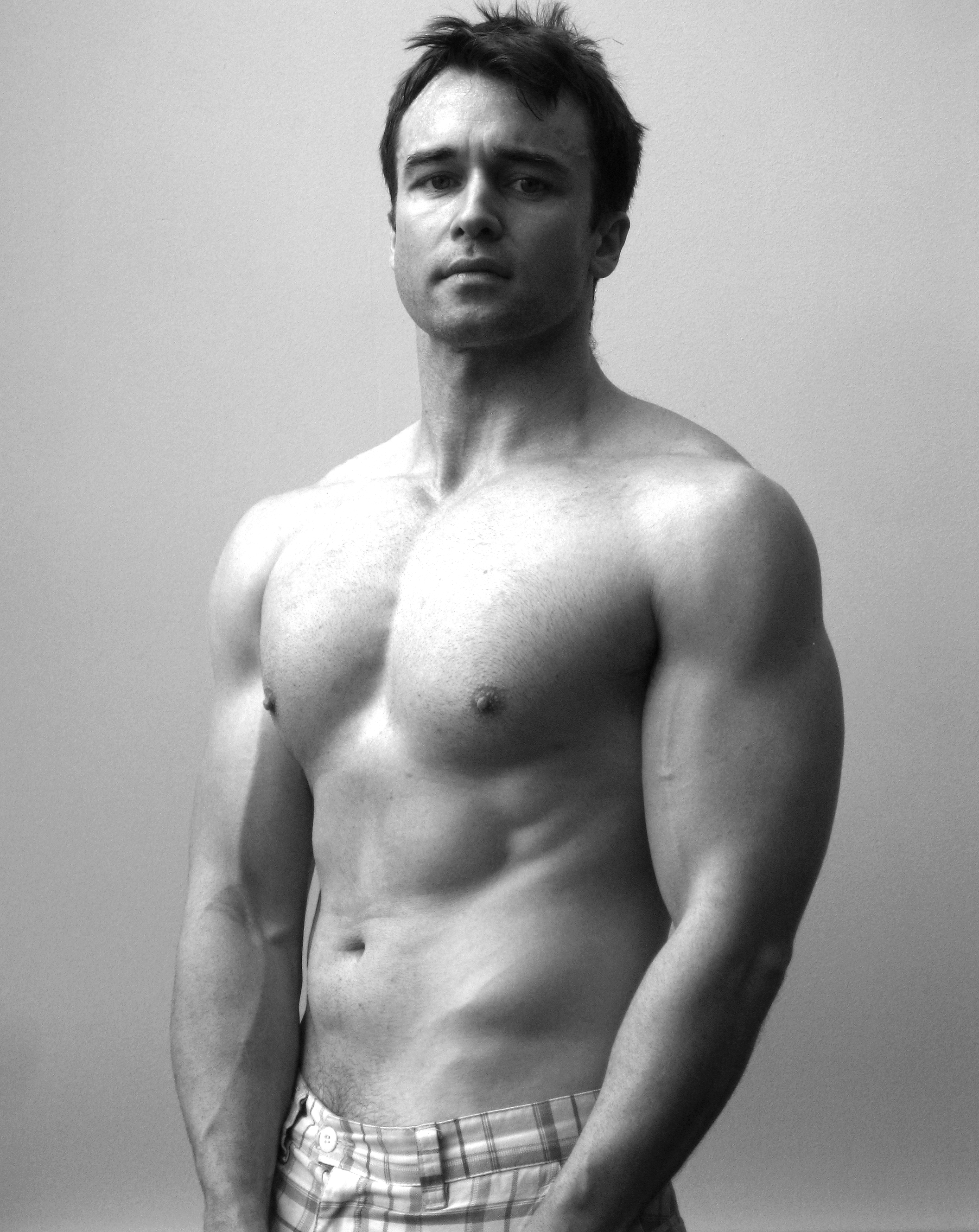
Dwayne Cameron (2012)

Dwayne Cameron (* 28. Oktober 1981 in Auckland) ist ein neuseeländischer Schauspieler. Bekannt wurde er durch die Science-Fiction-Serie The Tribe 1999, wo er die Rolle des Bray spielte. 

## Leben und Werdegang
Cameron ist in Auckland als jüngstes von drei Geschwistern geboren und aufgewachsen. Um nach seinem Karrierestart in The Tribe weitere Rollen spielen zu können, siedelte Cameron zunächst nach Hollywood über, kehrte aber wieder nach Wellington zurück. Dort hatte er Gastauftritte in den Serien Power Rangers Dino Thunder und Power Rangers SPD. 2007 spielte er Tyzonn, den Quecksilber-Ranger  in Power Rangers Operation Overdrive. In der 2009 produzierten neuseeländischen Serie The Cult spielte Dwayne Cameron die Rolle des Nathan.
2002 gründete Cameron die Band Wildblue, in der er Sänger und Songschreiber ist. Bislang veröffentlichte die Gruppe vier Alben. Weitere Mitglieder der Band sind James Napier und Michael Wesley-Smith, beides Kollegen aus der Serie The Tribe.

## Filmografie
- 1998–2001: The Tribe
- 2000: Street Legal
- 2001: Mercy Peak
- 2003: The Locals
- 2007: Power Rangers Operation Overdrive
- 2009: The Cult
- 2009: Legend of the Seeker; 6. Folge der 2. Staffel
- 2010: The Puzzele
- 2010: Curry Munchers als Conner
- 2010: Arresting Love als Detective Joshua King
- 2018: 211 - Cops under fire